# Jacob Miller
Pour les articles homonymes, voir Miller.
Jacob Miller est un chanteur de reggae jamaïcain né le 4 mai 1952 ou 1955 à Mandeville, chef-lieu de la paroisse de Manchester. Il meurt le 23 mars 1980 dans un accident de voiture.

## Biographie
L'année de naissance de Jacob Miller reste incertaine, le chanteur est né le 4 mai 1952 ou 1955 selon les sources. Sa mère l'envoie vivre à Kingston chez ses grands-parents. Il enregistre ses premiers singles durant son adolescence. Love is a Message et My Girl Has Left Me, sont édités en 1968 par le label discographique Studio One du producteur Coxsone Dodd,. Miller doit attendre plusieurs années avant de retourner en studio. Il est repéré par le producteur Augustus Pablo, qui joue ses titres dans son sound system. Miller travaille avec Pablo et connaît le succès en 1974 grâce à Keep on Knocking, une nouvelle version de Love is the Message. Suivent plusieurs singles, dont Who Say Jah No Dread, enregistré sur l'instrumental 555 Crown Street.
En 1976, Miller est recruté par le groupe Inner Circle. Ils enregistrent de nombreux hits, dont Tenement Yard, et Miller devient l'un des chanteurs les plus populaires de Jamaïque. En avril 1978, il participe au One Love Peace Concert. Organisé au National Stadium de Kingston, l'évènement rassemble des artistes jamaïcains de premier plan comme Peter Tosh et Bob Marley, les groupes Culture et The Mighty Diamonds, ou encore le disc jockey Big Youth,. La même année, Miller apparaît avec d'autres stars du reggae dans le film Rockers et édite plusieurs albums solo,. Inner Circle décroche un contrat discographique avec Island Records leur assurant une distribution internationale, mais leur carrière prend fin subitement lorsque le chanteur se tue dans un accident de la route en 1980,.

## Discographie

### Albums
- 1976 : Tenement Yard
- 1978 : Jacob 'Killer' Miller
- 1978 : Natty Christmas
- 1979 : Mixed Up Moods
- 1979 : Wanted

### Collaborations
- 1975 : E-E Saw Dub (avec King Tubby)

### Compilations
- 1994 : Who Say Jah No Dread: The Classic Augustus Pablo Sessions 1974-75 (RAS Records)
- 1999 : Chapter a Day: Jacob Miller Song Book (VP Records)